# Ангел Джамбазки
Ангел Чавдаров Джамбазки е български политик, заместник-председател на „ВМРО – Българско национално движение“ от 2014 г., председател на Националния Младежки съвет на ВМРО-БНД през 2004 – 2005, бивш общински съветник в Столичния общински съвет в периода между 2007 г. и 2014 г.; През 2014 г. е избран за български представител в Европейския парламент от квотата на бившата коалиция „България без цензура, ВМРО, ЗНС, Гергьовден“. През 2019 г. отново е избран за български представител в Европейския парламент от квотата на „ВМРО-БНД“.

## Биография
Роден е на 21 март 1979 г. в София. Завършил е Софийската математическа гимназия „Паисий Хилендарски“ и е магистър по право в Юридическия факултет на СУ „Св. Климент Охридски“.

## Политическа кариера
Член е на „ВМРО – Българско национално движение“ от 1997 г., като през годините е заемал различни постове в структурата на партията: председател на Националния младежки комитет на ВМРО (НМК), областен организатор за София Област, а от 2014 г. е и заместник-председател на партията.
На местните избори през 2007 г.  е избран за общински съветник в Столичен общински съвет, а на следващите Местни избори в България (2011) отново е избран за общински съветник, пост който заема до м. май 2014 г. 
На 25 май 2014 Ангел Джамбазки е избран за член на Европейския парламент от листата на коалиция „ББЦ, ВМРО, ЗНС, Гергьовден.“
В началото на своя първи мандат в Европейския парламент Джамбазки се присъединява към групата на Европейските консерватори и реформисти в ЕП . За периода на мандата той е член на комисията по Култура и образование, заместник-председател на Делегация в Съвместния парламентарен комитет ЕС – Бивша югославска република Македония и заместник в Подкомисията по сигурност и отбрана, Комисията по правни въпроси, Комисията по външни работи и Делегацията в Комитета за парламентарно сътрудничество ЕС-Русия .
В края на първия му мандат интернет порталът, изследващ активността и дейността на членовете на ЕП, определя Джамбазки като най-активния български представител в Европейския парламент с над 1000 изказвания, над 200 институционални предложения за резолюции, над 80 становища, над 80 доклада, над 2000 внесени поправки и го класира на 6-о място по активност измежду всички 749 депутати в Европейския парламент .
На изборите за членове на Европейския парламент през м. май 2019 г. Ангел Джамбазки отново е избран за български представител в ЕП от листата на ВМРО-БНД, като над 34% от гласувалите за партията са използвали правото си да упражнят преференциален вот именно за Джамбазки .
В началото на деветия мандат на Европейския парламент Ангел Джамбазки отново избира да се присъедини към Групата на Европейските консерватори и реформисти в ЕП. Избран е за член на бюрото на партията и неин съковчежник. Участва в качеството си на член в работата на Комисията по правни въпроси и на Делегацията в Съвместния парламентарен комитет ЕС-Северна Македония, както и в качеството си на заместник в Комисията по външни работи, Комисията по транспорт и туризъм, Комисията по петиции, Делегацията за връзки с Босна и Херцеговина и с Косово и Делегацията за връзки със Съединените американски щати .
От м. април 2019 г. Джамбазки е заместник-председател на основаната от Маргарет Тачър фондация „New Direction“ .

## Политически възгледи
Ангел Джамбазки винаги се е самоопределял като български патриот и националист. Ангел Джамбазки е сред български евродепутати, които повдигат въпросите свързани с „налаганите от западните икономики двойни стандарти“. По неговите думи, друга явна демонстрация на двойни стандарти е нежеланието на Брюксел в България да има истинска европейска институция. 

### Спиране на нелегалната миграция
Ангел Джамбазки нееднократно се е изказвал против нелегалната миграция, „за“ закриването на лагерите за нелегални мигранти и „за“ затваряне и охрана на външните граници на ЕС. 
Ангел Джамбазки е противник на идеята България да ратифицира Пакта за миграция на ООН. Документът е одобрен през юли 2018 г. от 192 от страните-членки на ООН без САЩ, които смятат, че в него има текстове, несъвместими с американската имиграционна политика и политиката за бежанците. Австрия и Унгария се оттеглят от пакта, защото смятат, че застрашава суверенитета им. Такава стъпка предприемат също Полша и Чехия. Русия също не е подписва пакта.
На 12 ноември 2018 г. правителството на Република България обявява, че България няма да подпише Пакта за миграцията на ООН .

### Реформи в Европейския съюз
Ангел Джамбазки заедно с колегите си от политическата група на Европейските консерватори и реформисти са привърженици на идеята за реформиране на ЕС чрез даване на по-голяма свобода на националните и регионалните парламенти при взимането на решения.
През септември 2018 г. в подкрепа на своята теза за „Европа на отечествата“, в свое изказване в ЕП, Ангел Джамбазки изявява подкрепата към спорните политики на Унгария, за която е подготвен доклад, предлагащ налагането на санкции към страната, съгласно чл.7 от Договора за ЕС .

## Критики и противоречия
На 4 ноември 2013 г. Български хелзинкски комитет (БХК) изпраща на главния прокурор Сотир Цацаров открит сигнал относно изказвания на представители на ВМРО-БНД и Сдружение на българските футболни привърженици по време на „шествие срещу имигрантското нахлуване“ на предходния ден. В сигнала си организацията се позовава на цитирани изказвания на Ангел Джамбазки и други лица, публикувани в новина за шествието в сайта на самата ВМРО-БНД. В отговор от прокуратурата образуват досъдебно производство срещу Джамбазки и други неизвестни лица. Повод за шествието, на което са направени изказванията, е нападението над 20-годишната Виктория Христова в центъра на София от страна на алжиреца Салахадин Бин Аладин. В отговор на сигнала на БХК от партията изпращат сигнал срещу правозащитната организация до Национална агенция за приходите (НАП) с искане да бъде установен произхода на финансирането на комитета, а Ангел Джамбазки публично окачествява организацията като „противобългарска“ и твърди, че тя „се занимава с това да клевети представители на българската общност“. От партията обвиняват БХК и в това, че „установява антибългарска и антихуманна дейност в България и в цели свят“. След като от НАП обявяват, че започват проверка, от БХК заявяват, че „ако наистина данъчната проверка на БХК е по сигнала на ВМРО-БНД – организация, която нееднократно е отричала основни принципи на политическата демокрация и правата на човека, това е недопустимо и граничи с политически тормоз“. Критични към нерегулярната инспекция са и други 14 неправителствени организации. След началото на проверката Джамбазки съобщава, че иска и проверка на физическите лица в организацията. На 6 март 2014 г. от НАП изпращат на БХК резултата от проверката, който не установява нито едно нарушение. Със свои постановления обаче Софийска районна и Софийска градска прокуратура се произнасят, че не е налице престъпление, тъй като изказванията на Джамбазки могат да се приемат като проявление на свободата на изразяване на мнение.
В качеството си на кандидат за член на Европейския парламент през 2014 г. в интервю за чужда медия Ангел Джамбазки определя Кончита Вурст, победителят в песенния конкурс Евровизия за 2014 г., като „брадато същество“ и „генетично модифициран организъм“; и допълва: „Чудя се дали толерантността към перверзията не е порок на нашето време“. Точните му думи са предадени по почти идентичен начин в официалния сайт на ВМРО-БНД. Изказването е отразено от чужди медии и става обект на критики. По този повод британският евродепутат Катрин Биърдър протестира срещу решението на Групата на европейските консерватори и реформисти в ЕП да приеме за свой член Джамбазки, когото тя определя като „разколна и омразна личност, която е толкова далеч от британските ценности на толерантност и състрадание“ и заявява, че „този човек очевидно не е ангел“, а „като се обединяват с толкова открито расистки и хомофобски политик, торите танцуват с дявола“. Британският евродепутат Саджад Карим – кандидат за президент на Европейския парламент – заявява, че парламентарната група на европейските консерватори и реформисти „има хора, които в миналото си са казвали и вършили неща, които намирам за съвършено отвратителни, ужасни и заслужаващи противодействие“.
Публично Джамбазки се обявява много пъти за връщането на наборната военна служба, но същевременно не е отбивал такава, тъй като учи право в периода 1998-2010 година.

## Личен живот
В предаване на телевизия „24“ в началото на 2019 г. Ангел Джамбазки споделя, че през януари му се е родила дъщеря на име Биляна , след което моли семейният му живот да не се коментира повече.